# Verjaring stuiten
Als een verjaring wordt gestuit door een bepaalde oorzaak, betekent dat dat de wettelijk voorziene termijn voor de verjaring helemaal van nul af opnieuw begint te lopen.  

## Voorbeelden (België)
In het Belgische burgerlijk recht kan dagvaarding voor het gerecht, een bevel tot betaling, of een beslag, betekend aan hem die men wil beletten de verjaring te verkrijgen, tot gevolg hebben dat de verjaring gestuit wordt.  Ook een erkenning of hervestiging van de schuld stuit de verjaring.  Een belastingschuld verjaart bijvoorbeeld vijf jaar na de datum van de vestiging van de aanslag.  Als de ontvanger een beslag laat leggen, vangt er een nieuwe looptijd van vijf jaar aan.  In de regel kan op die manier kan een burgerlijke of fiscale vordering eindeloos verlengd worden.
In het Belgische strafrecht kan om het even welke onderzoeksdaad tot gevolg hebben dat de verjaring gestuit wordt.   De strafvordering voor een wanbedrijf, bijvoorbeeld diefstal of fiscale fraude, vervalt in de regel vijf jaar na de feiten.  Als de dader (of iemand anders) bijvoorbeeld vier jaar na de feiten ondervraagd wordt, vangt er een nieuwe looptijd van vijf jaar aan.  In de regel kan de strafvordering verlengd worden tot het dubbele van de wettelijke termijn verstreken is.    